# Niwica (gromada)
Niwica – dawna gromada, czyli najmniejsza jednostka podziału terytorialnego Polskiej Rzeczypospolitej Ludowej w latach 1954–1972.
Gromady, z gromadzkimi radami narodowymi (GRN) jako organami władzy najniższego stopnia na wsi, funkcjonowały od reformy reorganizującej administrację wiejską przeprowadzonej jesienią 1954 do momentu ich zniesienia z dniem 1 stycznia 1973, tym samym wypierając organizację gminną w latach 1954–1972.
Gromadę Niwica z siedzibą GRN w Niwicy utworzono – jako jedną z 8759 gromad na obszarze Polski – w powiecie żarskim w woj. zielonogórskim na mocy uchwały nr V/30/54 WRN w Zielonej Górze z dnia 5 października 1954. W skład jednostki weszły obszary dotychczasowych gromad Niwica, Gniewoszyce, Chwaliszowice, Karsówka, Wierzbięcin, Włostowice, Marcinów, Żarki Małe, Łuków, Okalenice i Siemiradz ze zniesionej gminy Niwica w tymże powiecie. Dla gromady ustalono 13 członków gromadzkiej rady narodowej.
1 stycznia 1958 do gromady Niwica włączono wsie Dąbrowa Łużycka i Mosty ze zniesionej gromady Piotrów oraz wieś Mieszków ze zniesionej gromady Grotów w tymże powiecie.
Gromada przetrwała do końca 1972 roku, czyli do kolejnej reformy gminnej. 1 stycznia 1973 w powiecie żarskim reaktywowano gminę Niwica (zniesioną ponownie 15 stycznia 1976).
Zobacz też: gromada Niwnica, gromada Niwnice